# Gottfried Husemann
Gottfried Husemann (* 18. April 1900 in Blasheim/Lübbecke; † 19. Mai  1972 in Arlesheim) war ein deutscher Anthroposoph sowie Mitbegründer und Pfarrer der Christengemeinschaft.

## Leben
Gottfried Husemann wurde als erstes von fünf Kindern aus der zweiten Ehe eines evangelischen Landpfarrers in Blasheim, einem heutigen Stadtteil von Lübbecke, geboren. Der ersten Ehe entstammten drei Kinder, darunter der anthroposophische Arzt Friedrich Husemann.
Von 1913 bis zum „Notabitur“ 1918 besuchte er das Internat der Landesschule Pforta bei Naumburg. Im Juni 1918 wurde er zum Militärdienst eingezogen; er musste noch einige Wochen Etappendienste an der belgischen Front und fast ein Jahr „Grenzsicherung“ in Stolp in Pommern leisten.
Er begann ein Theologiestudium an der Universität Halle-Wittenberg, das er an der Universität Tübingen fortsetzte. Sein Bruder Friedrich nahm ihn Ende September 1920 zum ersten anthroposophischen Hochschulkurs zur Eröffnung des ersten Goetheanums nach Dornach mit; er wurde sofort Mitglied der Anthroposophischen Gesellschaft. In Tübingen sorgte er dann am 2. November mit einem öffentlichen Vortrag mit dem Titel „Die Schuld des Universitätswesens am Untergang des Abendlandes“ für eine „recht stürmische Versammlung“; von der theologischen Fakultät verwiesen, begann er an der Technischen Hochschule Stuttgart ein Chemiestudium.
Im Mai 1921 formulierte er die entscheidende schriftliche Eingabe an Rudolf Steiner, die drei Wochen später zum ersten Theologenkurs führte.
Von 1922 bis 1931 arbeitete er als Pfarrer in Köln, wo er auch in der Waldorfschule „Neuwachtschule“ mitwirkte, die allerdings bald wieder schließen musste. 1929, nach dem Ausscheiden von Johannes Werner Klein, wurde er zum Lenker im westdeutschen Gebiet berufen, 1931 nach Stuttgart zur Leitung des Priesterseminars. Er heiratete im selben Jahr Luba Möhle, die später auch Priesterin wurde.
Als 1933 der Bau des Seminars eingeweiht werden konnte, gab es gleichzeitig schwierige Auseinandersetzungen im Priesterkreis um Gertrud Spörri; Husemann wurde an ihrer Stelle zum „Oberlenker“ berufen. Ab 1936 nahm er neben Friedrich Rittelmeyer und Emil Bock eine maßgebliche Stellung in der Leitung der Christengemeinschaft ein.
Nach dem Verbot der Christengemeinschaft durch die Nationalsozialisten war Husemann fünf Wochen im Gefängnis. Dann konnte er ein Medizinstudium beginnen und bis zum Physikum bringen. Bis Kriegsende half er in der Chirurgie eines Krankenhauses in Stuttgart.
Anschließend wirkte er beim Wiederaufbau der Stuttgarter Gemeinde und vor allem des Priesterseminars mit, unablässig tätig, aber auch immer wieder geschwächt und kränklich; unzufrieden mit dem, was er selbst zu leisten vermochte, oft auch unzufrieden mit seinen Pfarrerkollegen und seinen anthroposophischen Freunden, gesteigert nach dem Tod Emil Bocks 1959. Nach einer lebensbedrohlichen gesundheitlichen Krise 1962 hatte er noch rund zehn Jahre zu leben. Er hat selber keine Bücher geschrieben, sondern einzig eine detaillierte und umfassende Darstellung und Chronologie der Gründungsereignisse für den Priesterkreis der Christengemeinschaft hinterlassen.